# 79333 Yusaku
79333 Yusaku è un asteroide della fascia principale. Scoperto nel 1996, presenta un'orbita caratterizzata da un semiasse maggiore pari a 2,7550244 UA e da un'eccentricità di 0,1754882, inclinata di 13,16600° rispetto all'eclittica.